# Only the Young
Only the Young (pełny tytuł: Only the Young (Featured in Miss Americana)) – utwór muzyczny amerykańskiej piosenkarki i autorki tekstów Taylor Swift, wydany 31 stycznia 2020 roku nakładem wytwórni Republic Records wraz z filmem dokumentalnym Miss Americana w serwisie Netflix, przedstawiającym wydarzenia mające miejsce w życiu i karierze muzycznej artystki. Swift wyprodukowała oraz napisała tekst do nagrania wraz z Joelem Little.

## Historia wydania
| Obszar     | Data                | Format                               | Wytwórnia        | Przypisy |
| ---------- | ------------------- | ------------------------------------ | ---------------- | -------- |
| Cały świat | 31 stycznia 2020 r. | digital download, media strumieniowe | Republic Records | [ 3 ]    |